# Невзгодов, Андрей Иванович
Андрей Иванович Невзгодов (1919—1943) — участник Великой Отечественной войны, командир стрелковой роты 1310-го стрелкового полка (19-я стрелковая дивизия, 7-я гвардейская армия, Степной фронт), младший лейтенант. Герой Советского Союза.

## Биография
Родился в 1919 году в селе Новониколаевское Херсонской губернии, ныне Врадиевского района Николаевской области Украины. Русский. Позже жил в городе Миньяр Челябинской области. Приехал в город Златоуст с родителями в 1931 году, где окончил семилетку. В 1936 году окончил педагогические курсы в Златоусте. В 1940 году, после окончания Челябинского пединститута, по распределению был направлен в Златоустовскую школу № 8, где работал учителем русского языка и литературы.
В Красной Армии — с августа 1941 года. С этого времени на фронте Великой Отечественной войны. В 1942 году окончил КУКС.
Стрелковая рота 1310-го стрелкового полка под командованием младшего лейтенанта Андрея Невзгодов в бою 5 октября 1943 года попала в окружение в районе села Бородаевка (Верхнеднепровский район Днепропетровской области Украинской ССР). В течение 3 суток она отбивала атаки врага, а затем прорвала вражеское кольцо и соединилась с основными силами полка. В ходе этих боёв рота уничтожила 11 огневых точек противника, подбила бронемашину и 3 автомобиля. В бою 18 октября в течение дня рота отбила 3 контратаки противника, уничтожив 5 пулемётов.
Погиб в бою 19 октября 1943 года. Похоронен в селе Бородаевка Верхнеднепровского района.
Указом Президиума Верховного Совета СССР «О присвоении звания Героя Советского Союза генералам, офицерскому, сержантскому и рядовому составу Красной Армии» от 22 февраля 1944 года за «образцовое выполнение боевых заданий командования при форсировании реки Днепр, развитие боевых успехов на правом берегу реки и проявленные при этом отвагу и геройство» удостоен посмертно звания Героя Советского Союза. 

## Награды
- Награждён орденами Ленина и Красной Звезды.

## Память
- На Аллее Славы во Врадиевке установлен бюст Героя[2].
- Имя Героя носит школа № 8 города Златоуста, в школьном музее ему посвящён раздел «Имя героя живёт вечно».
- В Челябинском педагогическом университете Невзгодову посвящены мемориальная доска и специальный стенд в музее университета[3].